# Interdin
Interdin Bolsa S.V. fue una Sociedad de Valores que, desde 1978, actuaba en los mercados financieros nacionales e internacionales de renta fija, renta variable y derivados. Desde agosto de 2011, Interdin pasó a ser filial del Grupo Banca Privada de Andorra.
Interdin Bolsa S.V. estaba bajo la supervisión directa de la Comisión Nacional del Mercado de Valores (CNMV) y del Banco de España, y es miembro de la Central de Anotaciones en Cuenta de Deuda Pública Española, de las Bolsas de Madrid, Barcelona y Valencia, y de Eurex y MEFF. 
Interdin Bolsa S.V. se especializaba en la intermediación en Renta Variable y Renta Fija, Productos Derivados, Forex y Broker online. 
El 26 de mayo de 2016 la CNMV revocó su autorización para operar como Sociedad de Valores. La sociedad sigue inmmersa en un proceso de liquidación.

## Broker online
Uno de los servicios que prestaba Interdin era su broker online Interdin.com, que permitía la operativa en futuros, opciones, Contratos por Diferencias(CFDs) en acciones, índices y materias primas, Forex y Sistemas Automáticos de Trading.